# Recesso branco
Recesso Branco é uma espécie de "férias informais" de 14 dias que os deputados e parlamentares brasileiros usufruem em meados do mês de julho. Durante o recesso branco, em que os políticos não são obrigados a comparecerem ao plenário para votar projetos, eles continuam recebendo seus salários normalmente, sem qualquer tipo de desconto.

## Origem
A Constituição de 1988 estabelece que deputados e senadores podem usufruir de até 44 dias de férias por ano. São 14 dias em julho (Recesso Parlamentar) e mais 30 dias de férias em dezembro e janeiro. Esta mesma Constituição, contudo, estabeleceu uma condição para autorizar o Recesso Parlamentar de meio de ano dos congressistas: para ter direito a esse recesso, eles precisam, antes, ter aprovado a LDO (Lei de Diretrizes Orçamentárias) do ano seguinte. A Constituição Federal, porém, não previu nenhuma punição mais severa para as legislaturas que desobedecessem o prazo de votação da LDO. Isso abriu espaço para que os deputados e senadores inventassem uma alternativa para não perder as férias de julho: o recesso branco. Para isso, basta o Congresso cancelar as sessões de votação neste período e garantir o descanso. Este termo, todavia, não existe na legislação brasileira, sendo, por isso, considerado "férias informais".
Nesse período de recesso branco, os deputados e parlamentares brasileiros não precisam “bater ponto” no Congresso nem justificar a ausência.
Em anos eleitorais, o cenário é ainda pior, pois os políticos costumam trabalhar apenas quatro dias entre os meses de julho e outubro, que é quando ocorrem as eleições.
Segundo o cientista político e professor aposentado da UnB (Universidade de Brasília) Otaciano Nogueira, o acordo para o recesso branco não é ilegal, porque está previsto no regimento das Casas de Lei do Brasil que diz que, quando não há votação em plenário, a presença do parlamentar não é exigida. Porém, ele lembra que há outras funções a serem desempenhadas por um senador que deveriam estar sendo realizadas nesse período.

## Críticas
Para os cientistas políticos, durante o recesso branco os senadores deveriam permanecer no exercício de suas funções, realizando a apresentação de projetos e discursos, já que este recesso custa muito dinheiro aos cidadãos brasileiros. Segundo um cálculo feito pela ONG Contas Abertas o recesso branco custa aos cofres da União cerca de R$ 1 milhão por hora. Conforme o consultor de economia da ONG, Gil Castello Branco, há custos para manter as instalações, metade do efetivo continua trabalhando, e os serviços de limpeza e de vigilância são mantidos sem interrupção. O economista avalia que o custo é alto e deveria ser compensado pelos parlamentares.
Por isso, os que criticam o recesso branco o consideram uma verdadeira afronta à população e aos trabalhadores que pagam em dia seus impostos.
Em contrapartida, Otaciano Nogueira, cientista político e professor aposentado da UnB informa que o uso do recesso branco como recurso apaziguador é válido na gestão de crises. Segundo ele, num país desenvolvido, que tem estabilidade econômica, isso não ocorre porque não há o que ser apaziguado.
Segundo a revista Veja, caso o cidadão se sinta lesado, ele pode fazer algo contra o pagamento de salário aos deputados durante o recesso branco. Ela informa que a Constituição prevê que "qualquer cidadão é parte legítima para propor ação popular que vise anular ato lesivo ao patrimônio público ou de entidade de que o estado participe, à moralidade administrativa, ao meio ambiente e ao patrimônio histórico e cultural, ficando o autor, salvo comprovada má-fé, isento de custas judiciais e do ônus da sucumbência". Com base nisso, é possível entrar com uma ação tanto contra o parlamentar que está recebendo dinheiro público sem trabalhar como contra o parlamento que está infringindo seu próprio regimento.